# 廖品正
廖品正（1938年10月—），女，四川成都人，中国中医眼科学家，成都中医药大学眼科学院教授，第三届国医大师。